# Mycomyiella securiculata
Mycomyiella securiculata är en tvåvingeart som beskrevs av Loïc Matile 1973. Mycomyiella securiculata ingår i släktet Mycomyiella och familjen svampmyggor. Inga underarter finns listade i Catalogue of Life.